# Cuba, une odyssée africaine
 (janvier 2023).
Si vous disposez d'ouvrages ou d'articles de référence ou si vous connaissez des sites web de qualité traitant du thème abordé ici, merci de compléter l'article en donnant les références utiles à sa vérifiabilité et en les liant à la section « Notes et références ».
Pour plus de détails, voir Fiche technique et Distribution.
Cuba, une odyssée africaine est un téléfilm documentaire réalisé en 2007.

## Synopsis
Pendant la Guerre froide, quatre adversaires aux intérêts opposés se sont affrontés sur le continent africain : Les Soviétiques voulaient étendre leur influence sur un nouveau territoire, les États-Unis entendaient s'approprier les richesses naturelles de l'Afrique, les anciens empires sentaient vaciller leur puissance coloniale et les jeunes nations défendaient leur indépendance nouvellement acquise. Les jeunes révolutionnaires comme Patrice Lumumba, Amilcar Cabral ou Agostinho Neto firent appel aux guérilleros cubains pour les aider dans leur lutte. Et Cuba s'est mis à jouer un rôle central dans la nouvelle stratégie offensive des nations du Tiers-Monde contre le colonialisme. De Che Guevara au Congo à Cuito Cuanavale en Angola, ce film raconte l'histoire de ces internationalistes dont la saga explique le monde d'aujourd'hui : ils ont gagné toutes les batailles, ils ont fini par perdre la guerre.

## Fiche technique
- Réalisation : Jihan El Tahri
- Production : Temps Noir
- Scénario : Jihan El Tahri
- Image : Frank Meter Lehmann
- Son : James Baker
- Musique : Les Frères Guissé
- Montage : Gilles Bovon

## Récompenses
- Vues d’Afrique de Montréal 2007
- Sunny Side of the Docs, Marseille 2006
- FESPACO 2007